# Phlomis
Genre
Classification phylogénétique
Phlomis est un genre de plantes à fleurs de la famille des Lamiacées. Il regroupe plus de 100 espèces de plantes vivaces originaires surtout du bassin méditerranéen et d'Asie.

## Description

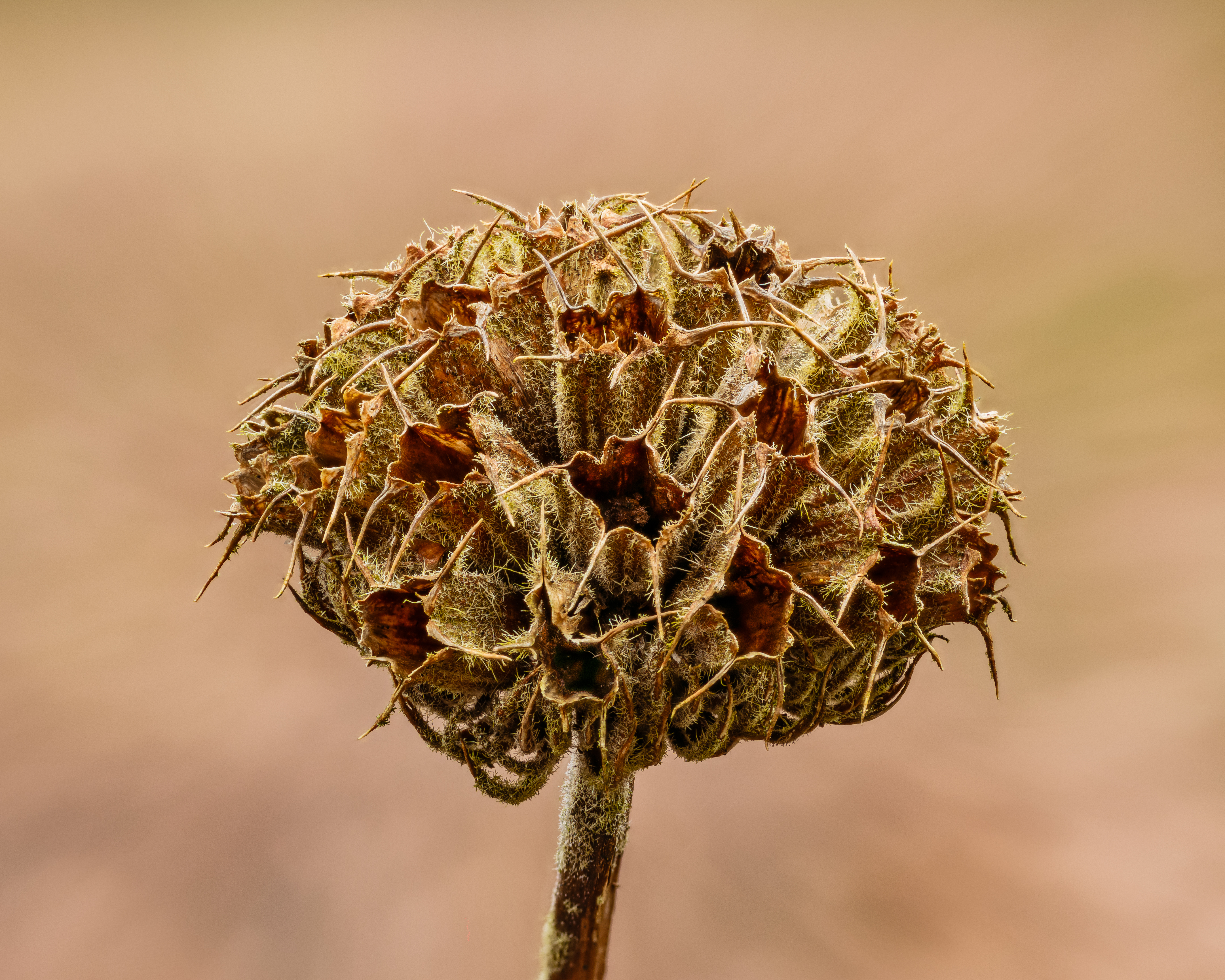
Réserve de graines d'un phlomis aux Pays-Bas.

Ce sont des plantes herbacées ou des arbrisseaux, généralement très velus, à feuilles opposées simples, chaque paire de feuilles formant un angle droit par rapport à la précédente. Les fleurs, soit jaunes, roses, blanches, violacées ou pourprées, sont groupées en verticilles plus ou moins denses. Corolle à deux lèvres, la supérieure, légèrement échancrée au sommet, formant un casque, l'inférieure trilobée à lobes plus ou moins apparents. Quatre étamines. Le fruit est formé de quatre akènes inclus dans le calice persistant. En raison de son feuillage, le phlomis est souvent confondu avec la sauge. Phlomis et sauges sont cousines.

## Principales espèces
- Phlomis fruticosa L. - Phlomis ligneux, sauge de Jérusalem
- Phlomis herba-venti L. - Phlomis herbe au vent, herbe au vent
- Phlomis lychnitis L. - Phlomis lychnite, lychnite
- Phlomis purpurea L.
- Phlomis russeliana (Sims) Benth. - Phlomis de Russell
- Phlomis tuberosa L.
- Phlomis viscosa Poir. - Phlomis visqueux

## Liste des espèces
- Phlomis agraria Bunge
- Phlomis alaica Knorring
- Phlomis alpina Pallas
- Phlomis ambigua Handel-Mazzetti
- Phlomis atropurpurea Dunn
- Phlomis betonicoides Diels
- Phlomis bracteosa Royle ex Benth.
- Phlomis breviflora Benth.

- Phlomis brevilabris Ehrenb. ex Boiss.
- Phlomis chinghoensis C.Y.Wu
- Phlomis chrysophylla Boiss.
- Phlomis composita Pau
- Phlomis congesta C.Y.Wu
- Phlomis crinita Cav.
- Phlomis cuneata C.Y.Wu
- Phlomis dentosa Franchet
- Phlomis fimbriata C.Y.Wu
- Phlomis forrestii Diels
- Phlomis franchetiana Diels
- Phlomis fruticosa L. typus
- Phlomis herba-venti L.
- Phlomis inaequalisepala C.Y.Wu
- Phlomis jeholensis Nakai & Kitagawa
- Phlomis kansuensis C.Y.Wu
- Phlomis koraiensis Nakai
- Phlomis likiangensis C.Y.Wu
- Phlomis longicalyx C.Y.Wu
- Phlomis lychnitis L.
- Phlomis macrophylla Wall. ex Benth.
- Phlomis maximowiczii Regel
- Phlomis medicinalis Diels
- Phlomis megalantha Diels
- Phlomis melanantha Diels
- Phlomis milingensis C.Y.Wu & H.W.Li
- Phlomis mongolica Turczaninow
- Phlomis muliensis C.Y.Wu
- Phlomis oreophila Karelin & Kirilow
- Phlomis ornata C.Y.Wu
- Phlomis paohsingensis C.Y.Wu
- Phlomis pararotata Sun ex C.H.Hu
- Phlomis pedunculata Sun ex C.H.Hu
- Phlomis pratensis Karelin & Kirilow
- Phlomis pygmaea C.Y.Wu
- Phlomis pungens Willd.
- Phlomis purpurea L.
- Phlomis rigida Labill.
- Phlomis rotata Benth. ex Hook.f.
- Phlomis ruptilis C.Y.Wu

- Phlomis russeliana
- Phlomis setifera Bureau & Franchet
- Phlomis setigera Falc. ex Benth.
- Phlomis spectabilis Falc. ex Benth.
- Phlomis strigosa C.Y.Wu
- Phlomis szechuanensis C.Y.Wu
- Phlomis tatsienensis Bureau & Franchet
- Phlomis tibetica Marquand & Airy Shaw
- Phlomis tuberosa L.
- Phlomis umbrosa Turczaninow
- Phlomis uniceps C.Y.Wu
- Phlomis younghusbandii Mukerjee
- Phlomis zenaidae Knorring